# Општина Извоареле (Ђурђу)
Извоареле (рум. Izvoarele) општина је у Румунији у округу Ђурђу.
Oпштина се налази на надморској висини од 90 m.